# Eigenrichting

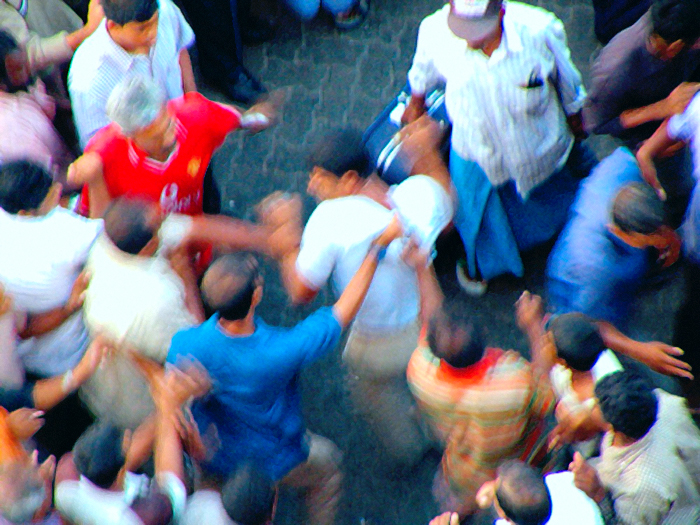
Omstanders slaan een man in elkaar die geprobeerd heeft iets te stelen in de Maldivische hoofdstad Malé. De man werd met flessen op het hoofd geslagen alvorens te worden afgevoerd naar een politiebureau

Eigenrichting, (voor) eigen rechter spelen, het recht in eigen handen nemen, eigenhandig optreden of vigilantisme (van vigilante, Spaans en Portugees voor wachtpost of wachter, afgeleid van het Latijnse woord vigilans) is het eigenhandig vereffenen van een volgens de eigen mening bestaand geschil in het civiele recht, en in strafrechtelijke kwesties het zelf en in eigen naam bestraffen van mensen die als daders van overtredingen of misdrijven worden beschouwd. Dit gebeurt zonder dat er een (straf)rechtelijke procedure over de kwestie is gevoerd en zonder dat de persoon wettelijk bevoegd is zulke maatregelen te nemen.
Van het begrip bestaan uiteenlopende definities die een smal of breed palet aan maatschappelijke verschijnselen kunnen omvatten.
Van eigenrichting moeten vormen van eigenhandig handelen worden onderscheiden die onder omstandigheden wel zijn toegestaan, als bijvoorbeeld noodweer ter verdediging tegen een noodtoestand, of verweer tegen schendingen van de rechtsorde.
Iemand die zich bedient van eigenrichting wordt eigenrechter genoemd, dat begrip heeft geen officiële betekenis. Zo iemand negeert het rechtssysteem van een land en neemt het recht in eigen hand. De burger treedt bij daden van eigenrichting eigenhandig op als rechter en uitvoerder en schendt hiermee veelal het geweldsmonopolie dat in een democratische rechtstaat op basis van wetgeving bij de overheid is gelegd. Max Weber stelde in zijn boek Politik als Beruf dat dit geweldsmonopolie tot een van de wezenskenmerken van de soevereine staat behoort.
Eigenrichting kan worden bezien in verhouding tot verschillende rechtssystemen, zoals civiel-, bestuurs- of strafrecht op basis waarvan men tot verschillende uitwerkingen van eigenrichting kan komen als eigenstandige strafexecutie, rechtshandhaving en normstelling. Het verschilt per land of eigenrichting al of niet strafbaar is gesteld of voor onrechtmatig wordt gehouden. Eigenrichting wordt in een rechtsstaat als onwenselijk beschouwd, het is in België en Nederland onrechtmatig en onder omstandigheden strafbaar. In veel landen wordt het gezien als een misdaad. Veelal worden bij eigenrichting strafbare handelingen gepleegd zoals bedreiging, mishandeling, diefstal, doodslag, huisvredebreuk en wederrechtelijke vrijheidsberoving. Deze feiten kunnen individueel gepleegd worden, maar ook collectief, met een volksgericht of lynchpartij.

## Oorzaken van eigenrichting
De motivatie kan zijn dat het lokale rechtssysteem niet goed genoeg of te laks wordt bevonden. Een andere reden kan een persoonlijke ervaring zijn. Sommige vigilantes keren zich specifiek tegen bepaalde overheidsinstellingen.
Eigenrichting vindt vaak plaats als de werking van het recht als onbevredigend wordt ervaren of de overheid faalt bij het handhaven van de rechtsstaat en het daarbinnen beschermen van (de rechten van) haar burgers. Dit kan ertoe leiden dat de burger zich onheus bejegend voelt en eigenhandig verhaal gaat halen. Soms kan dit ook met andere factoren leiden tot het ontstaan van querulantenwaan.
Overigens is het ook mogelijk dat de overheid daadwerkelijk niet in staat is burgers afdoende te beschermen, bijvoorbeeld wegens onvoldoende mankracht, corruptie, een burgeroorlog, desinteresse of zelfs opzettelijk een regio laten verloederen, anarchie of desintegratie van het overheidsapparaat. Het komt in zulke situaties voor dat burgers zich aaneensluiten tot burgerwachten of vigilantes en in een later stadium zelfs een parallelle rechtspraak en ondergrondse overheid opzetten. Voorbeelden hiervan zijn de Kosovaarse UCK en de Somalische Unie van Islamitische Rechtbanken.
Een intens beleefde religieuze rechtzinnigheid kan ook leiden tot vigilantisme en volksgerichten. In India is het doden van dieren en met name van runderen reeds eeuwenlang een onderwerp van discussie dat soms ook leidt tot spanningen tussen bevolkingsgroepen met andere geloofsopvattingen. De meeste staten van India hebben wetten tegen het slachten van de dieren en met name in de deelstaat Uttar Pradesh komt het veelvuldig voor dat personen die worden beschuldigd van het doden van een dier, en met name voor het eten van vlees, doelwit worden van vergeldingsacties van religieuze vigilantes.
Door emigratie worden normen en waarden die in het ene land legaal zijn of gebruikelijk en (oogluikend) worden toegestaan, meegenomen naar landen waar het niet is toegestaan, een voorbeeld is het kauwen van qat-bladeren.

## Vormen van eigenrichting
De toegestane manier in België en Nederland van het oplossen van geschillen, of het bepalen van strafbaarheid en straf voor een vermeende overtreding of misdaad is, in het kort, het starten van een rechtszaak door het laten uitbrengen van een dagvaarding, een procedure te voeren tot de rechter een beschikking of beslissing heeft genomen of vonnis gewezen en de beschikking, beslissing of het vonnis, als dat in kracht van gewijsde is gegaan of uitvoerbaar bij voorraad is verklaard, door een gerechtsdeurwaarder ten uitvoer te laten leggen, in geval van een strafzaak door het Openbaar Ministerie.
In de civiele rechtssfeer is sprake van eigenrichting wanneer men eigenhandig een vermeende onjuiste privaatrechtelijke toestand 'corrigeert', zoals het innen van een vordering door een knokploeg naar iemand te sturen waarvan men meent dat deze geld schuldig is, of hem op te lichten voor eenzelfde bedrag. Of een verhuurder laat het slot verwisselen van een woning omdat hij meent dat de huurder er uit moet.
Het kan ook om zelf bedachte en uitgevoerde maatregelen gaan in de zin van vergelding voor iets dat door de eigenrichter als misdaad of overtreding van de (eigen) regels wordt gezien, zoals mishandeling, opsluiting en soms moord. Voorbeelden daarvan in het publieke leven zijn het mishandelen, martelen en vermoorden (lynchen) van Afro-Amerikaanse burgers door de Klu-Klux Klan in de Verenigde Staten; het verkrachten van vrouwen van een vijand of tegenstander in gewelddadige conflicten of de bestorming van een parlementsgebouw om uitvoer van een democratische handeling te blokkeren. In de familiesfeer zijn voorbeelden dat een man zijn vrouwelijke partner mishandelt omdat ze hem niet trouw zou zijn, dat de zonen in een familie een dochter verminken of doden omdat ze zich niet aan familieregels zou hebben gehouden, door hen eerwraak genoemd, of dat de vader de (vermeende) verkrachter van zijn dochter doodschiet.
Eigenrichting kan een daad van een individu zijn, bijvoorbeeld bij het oneigenlijk innen van civiele vorderingen. Ook een groep kan tot eigenrichting overgaan, door een heksenjacht op vermeende misdadigers te ontketenen als pedoseksuelen, terroristen en in tijd van oorlog landverraders.
Mensen van wie vermoed wordt dat ze hun straf ontlopen, zijn soms doelwit van vigilantisme. Ook personen en organisaties betrokken bij illegale activiteiten kunnen doelwit zijn.
Bij een vigilantische groep is soms de gehele overheid van een land doelwit. Het gedrag van dergelijke burgerwachten kan sterk verschillen. Soms blijft het enkel bij een verbale confrontatie om het doelwit te intimideren of angst aan te jagen, maar soms komt het ook tot lichamelijk geweld.
Het kan ook gaan om religieuze of politieke leiders die menigten ophitsen om de gemeenschap voor eigen gewin te beheersen en hun eigen macht te laten zien.

### Sociale media
Op sociale media vindt eigenrichting plaats door het verspreiden van berichten alsof het waarheden zijn en het op grond daarvan oproepen tot haatacties tegenover bepaalde personen, die zowel in digitale vorm als in het echte leven worden uitgevoerd. Zo zou van een persoon waarmee onenigheid is, kunnen worden gezegd dat sprake is van pedofilie om anderen ertoe te brengen eigenrichting te plegen. Dat wordt een heksenjacht genoemd. 
Bijzondere vormen van eigenrichting via de sociale media zijn de volgende (de termen kunnen elkaar overigens in betekenis overlappen):
- De digitale schandpaal: iemand wordt op internet te schande gezet, wat vervolgens viraal gaat via e-mail of sociale media;
- Cyberpesten;
- Cyberstalken;
- Online laster en smaad;
- Doxing, iemands persoonsgegevens online plaatsen;
- Naming and shaming.

## Wetgeving en rechtspraak
Onder het feodale stelsel bestonden regionaal regels over eigenrichting. In het Napoleontische recht werd een verbod op eigenrichting ingevoerd, met specifieke uitzondering waar eigenrichting geoorloofd is. Dit wordt nu nog gehandhaafd in het Franse en Belgische privaatrecht. Het werd ook zo ingevoerd in Nederland, maar daar werd de wet later gewijzigd. In bijvoorbeeld Duitsland is er dan weer, naast specifieke uitzonderingen, ook een algemeen principe van geoorloofde eigenrichting.

### In Nederland
In het eerste Nederlandse strafwetboek, het onder koning Lodewijk Napoleon in 1809 ingevoerd Crimineel Wetboek voor het Koningrijk Holland werd het als afzonderlijk delict strafbaar gesteld.
Uit de beraadslagingen onder minister Modderman die voorafgingen aan de totstandkoming van het huidige Wetboek van Strafrecht blijkt dat de wetgever zich op het standpunt stelde dat daarin over eigenrichting welbewust moest worden gezwegen: het was op zichzelf geen strafbaar feit, maar werd evenmin genoemd onder de rechtvaardigingsgronden, waardoor een daad van eigenrichting strafbaar wordt wanneer daarmee de delictsomschrijving vervuld wordt van een feit dat wel specifiek strafbaar gesteld is.
Bij huisvredebreuk geldt een gezamenlijk en 's nachts optreden als een voor de strafmaat verzwarende omstandigheid. Deelnemers aan een collectieve daad van eigenrichting waarbij door middel van getalsmatige overmacht het vermeend gelijk afgedwongen wordt, kunnen zich ook als zij zich niet bedienen van openlijk geweld schuldig maken aan dwang middels feitelijkheid, zoals in 1903 strafbaar gesteld met de wijziging van art. 284 Sr.
Als voorbeeld van een uitzondering op het verbod van eigenrichting kan worden genoemd artikel 44 van Boek 5 van het Burgerlijk Wetboek. Hierin is bepaald dat het is toegestaan om, na vruchteloze aanmaning van een buur, eigenmachtig eventueel overhangende beplantingen en doorschietende wortels van een naburig erf weg te snijden en toe te eigenen.
In 1920 werd door de rechtbank Maastricht geoordeeld dat het onmaatschappelijk is als 'men niet den gerechtelijken weg tot herstel van grieven volgt'. Dit vonnis met dat oordeel werd gewezen in een civiele zaak waarin het ging het om een advertentiecampagne om het publiek afkerig te maken van zakendoen met de andere partij, dus het aantasten van het debiet van de ander.

### In België
Het verbod op eigenrichting wordt in België door het Hof van Cassatie gezien als een algemeen rechtsbeginsel. Op dit beginsel zijn er wel uitzonderingen zoals de exceptio non adimpleti contractus – een opschortingsrecht waarbij een der partijen bij een overeenkomst het recht heeft haar eigen deel van de verplichtingen op te schorten als de andere partij in gebreke blijft – het retentierecht, het weghakken van wortels en afsnijden van takken.

### In het Verenigd Koninkrijk
Op 15 juli 2020 oordeelde het Hooggerechtshof van het VK dat pedofielen die werden uitgelokt, niet kunnen worden vervolgd omdat zulks strijdig is met artikel 8 van het Europees Verdrag voor de Rechten van de Mens.

## Eigenrichting in de populaire cultuur
In veel legendes en volksverhalen komen eigenrechters en burgerwachten voor. Hierin spelen ze vaak een romantisch geïdealiseerde heldenrol. Een bekend voorbeeld hiervan is Robin Hood.
In populaire media zoals films, boeken en televisieseries, veelal uit Amerika afkomstig, komen ook vigilantes voor, zoals ze ook in het Engels worden genoemd. Voorbeelden zijn Death Wish, The A-Team en V for Vendetta. In strips hebben deze vigilantes vaak de rol van superhelden. Batman, Punisher en Daredevil zijn voorbeelden. Feitelijk is elke superheld die niet rechtstreeks voor de politie of een andere overheidsinstelling werkt een vigilante.